# Leila Zabani
Leila Zabani (Americana, 9 de maio de 1991), é uma basquetebolista brasileira. Ela faz parte da Seleção Brasileira de Basquete.

## Biografia
Leila foi a maior pontuadora nos Jogos Pan-Americanos de 2023, que aconteceram em Santiago, no Chile. A Seleção Brasileira venceu a Colômbia por 50 a 40, conquistando assim a medalha de ouro na competição.

## Títulos

### Seleção Brasileira de Basquete
Jogos Pan-Americanos
- Ouro: 2023, Santiago[5]